# Alnus nitida
Alnus nitida — вид квіткових рослин з родини березових. Поширення: Непал, Пакистан, Індія (Західні та Центральні Гімалаї).

## Біоморфологічна характеристика
Це дерево заввишки до 10 метрів. Молоді пагони запушені, у віці стають голими. Листя яйцеподібне до еліптично-яйцеподібне, 5–15 × 3–9 см, знизу гостре або загострене, від трохи пилчастого до майже пилчастого, від запушеного до шерстистого, часто ворсинчасте під кутами жилок на нижній поверхні, основа клиноподібна до округлої; ніжка листка 1–4 см завдовжки, від голого до запушеного. Чоловічі квітки в сережках, до 19 см завдовжки; квітконіжка 5–6.5 мм завдовжки. Жіночі квітки у випростаних «дерев'янистих шишках» 3–3.5 × ≈ 1.2 см. Горішок 2.5–4 мм завдовжки, облямований вузькими та більш-менш шкірястими крильцями.

## Середовище
Зростає на висотах від 1000 до 3000 метрів. Цей вид обрамляє береги річок і нерідко спускається разом з ними на рівнини. Іноді він підіймається на великі висоти. Чистий ліс цього виду добре розвинений вздовж річки Мугу Карналі. Немає повідомлень про серйозні загрози, що впливають на цей вид. Однак, відомими загрозами для деяких гімалайських лісів є вторгнення, деградація, надмірна експлуатація та надмірний випас худоби. Збір дров та деревини місцевими жителями також становить загрозу для дерев, що ростуть у Гімалаях.

## Використання
Відвар з кори застосовується для лікування набряків та болю в тілі. Кору також використовують у деяких місцях для фарбування та дублення. Деревину використовують для будівництва та виготовлення меблів. Цей вид культивують як придорожнє дерево в Пакистані.